# 50 Cent Is the Future
50 Cent Is the Future – pierwszy, oficjalny mixtape wydany przez amerykańskiego rapera 50 Centa i zespół G-Unit w 2002 roku

## Lista utworów
Opracowano na podstawie źródła.
| Nr | Tytuł                           | Czas | Wykonawcy           |
| -- | ------------------------------- | ---- | ------------------- |
| 1  | "U Should Be Here"              | 3:33 | G-Unit              |
| 2  | "Bump Dat Street Mix"           | 3:06 | 50 Cent Tony Yayo   |
| 3  | "The Banks Workout"             | 4:01 | 50 Cent Lloyd Banks |
| 4  | "Whoo Kid/Kayslay Shit"         | 2:33 | 50 Cent             |
| 5  | "50 Cent Just Fucking Around"   | 2:12 | 50 Cent             |
| 6  | "G-Unit Soldiers"               | 3:06 | G-Unit              |
| 7  | "Got Me a Bottle"               | 2:52 | 50 Cent Lloyd Banks |
| 8  | "Tony Yayo Explosion"           | 2:45 | 50 Cent Tony Yayo   |
| 9  | "Clue/50"                       | 1:30 | 50 Cent             |
| 10 | "A Lil Bit of Everything U.T.P" | 4:09 | 50 Cent U.T.P.      |
| 11 | "Cut Master C Shit"             | 2:56 | 50 Cent             |
| 12 | "Call Me"                       | 3:03 | 50 Cent Tony Yayo   |
| 13 | "50/Banks"                      | 2:45 | 50 Cent Lloyd Banks |
| 14 | "Surrounded by Hoes"            | 2:10 | 50 Cent             |
| 15 | "G-Unit That's What's Up"       | 4:13 | G-Unit              |
| 16 | "Bad News"                      | 4:33 | G-Unit              |

## Notowania na listach
| Notowanie (2004)   | Pozycja |
| ------------------ | ------- |
| UK Top 75 Albums   | 65      |
| Swiss Albums Chart | 59      |